# 千坂侃雄
千坂 侃雄（ちさか ただお、1927年（昭和2年）2月10日 - ）は、日本の政治家。元宮城県古川市（現・大崎市）長（1期）。

## 来歴
宮城県大崎市志田郡古川町（のち古川市→大崎市）出身。旧制古川中学校（現・宮城県古川高等学校）卒。国民学校教諭を務め、1946年、古川町役場に入る。財政、秘書、商工、都市計画課長のほか、古川青年会議所理事長、古川市体育協会理事などを歴任した。その後、古川市収入役となり、1988年の古川市長選挙に立候補し、元市議会議長の中川俊一を破って当選した。4年後の市長選挙で再選を目指したが、再び立候補した中川俊一に敗れた。